# Grzegorz Targoński
Grzegorz Targoński (ur. 19 sierpnia 1978 w Warszawie) – polski łucznik, olimpijczyk z Sydney. Syn Marka i Krystyny (z d. Borowej).
Od 1990 r. należy do klubu sportowego Marymont Warszawa. Jego trenerami są: Leon Bulik, Adam Pazdyka i Anatolij Jegorow.
W 1998 r. ukończył naukę w Zespole Szkół Elektronicznych w Warszawie. Natomiast w 2005 r. Wyższą Szkołę Ekonomiczno-Informatyczną także w Warszawie. Był także słuchaczem studiów doktoranckich Szkoły Głównej Handlowej. Jest żonaty, ma syna Piotra i mieszka w Warszawie.
Obecnie jest trenerem w Klubie Łuczniczym „Ożarowianka” w Ożarowie Mazowieckim k/Warszawy.
Jest także producentem łuczniczych mat piankowych.

## Osiągnięcia sportowe
- 1996 – srebrny medal Mistrzostw Świata juniorów, San Diego;
- 1997 – złoty medal Mistrzostw Polski seniorów (indywidualnie);
- 1999 – złoty medal Halowych Mistrzostw Polski (indywidualnie);
- 2000 – 22. miejsce (21. w rundzie eliminacyjnej) podczas Igrzysk Olimpijskich w Sydney (wielobój indywidualny);
- 2000 – złoty medal Halowych Mistrzostw Polski (indywidualnie);
- 2001 – złoty medal Halowych Mistrzostw Polski (indywidualnie);
- 2005 – srebrny medal Halowych Mistrzostw Polski i na torach otwartych.